# 利索卡因
利索卡因（英語：Risocaine）也称为4-氨基苯甲酸丙酯（propyl 4-aminobenzoate），分子式C10H13NO2，是一种局部麻醉药。